# هری کلارک (بازیکن فوتبال، زاده ۱۸۷۵)
هری کلارک (انگلیسی: Harry Clarke؛ زادهٔ 1875) بازیکن فوتبال است.
از باشگاه‌هایی که در آن بازی کرده‌است می‌توان به باشگاه فوتبال اورتون اشاره کرد.